# Maximiliano Olivera
Maximiliano Martín Olivera De Andrea (Montevidéu, 5 de março de 1992), conhecido por Olivera ou Maximiliano Olivera, é um futebolista uruguaio que joga como lateral-esquerdo. Atualmente joga pelo Peñarol.

## Carreira
Olivera começou a sua carreira no Ciclón de Cerrito, transferindo-se para o River Plate de AUFI e depois para o Montevideo Wanderers. Estreou como profissional em 27 de janeiro de 2011, na derrota de 1 a 0 para o Defensor.

## Seleção Uruguaia
Foi convocado pela Seleção Uruguaia de Futebol para disputar o Campeonato Sul-Americano de Futebol Sub-20 de 2011, realizado no Peru.

## Estatísticas
Até 7 de maio de 2015.

### Clubes
| Clube                | Temporada         | Campeonato nacional | Campeonato nacional | Campeonato nacional | Copa nacional[a] | Copa nacional[a] | Copa nacional[a] | Competições continentais[b] | Competições continentais[b] | Competições continentais[b] | Outros torneios[c] | Outros torneios[c] | Outros torneios[c] | Total | Total | Total   |
| Clube                | Temporada         | Jogos               | Gols                | Assist.             | Jogos            | Gols             | Assist.          | Jogos                       | Gols                        | Assist.                     | Jogos              | Gols               | Assist.            | Jogos | Gols  | Assist. |
| -------------------- | ----------------- | ------------------- | ------------------- | ------------------- | ---------------- | ---------------- | ---------------- | --------------------------- | --------------------------- | --------------------------- | ------------------ | ------------------ | ------------------ | ----- | ----- | ------- |
| Montevideo Wanderers | 2010–11           | 6                   | 0                   | 0                   | —                | —                | —                | —                           | —                           | —                           | —                  | —                  | —                  | 6     | 0     | 0       |
| Montevideo Wanderers | 2011–12           | 17                  | 0                   | 2                   | —                | —                | —                | —                           | —                           | —                           | —                  | —                  | —                  | 17    | 0     | 2       |
| Montevideo Wanderers | 2012–13           | 26                  | 3                   | 4                   | —                | —                | —                | —                           | —                           | —                           | —                  | —                  | —                  | 26    | 3     | 4       |
| Montevideo Wanderers | 2013–14           | 31                  | 3                   | 3                   | —                | —                | —                | 2                           | 0                           | 0                           | —                  | —                  | —                  | 33    | 3     | 3       |
| Montevideo Wanderers | 2014–15           | 21                  | 1                   | 3                   | —                | —                | —                | 7                           | 0                           | 1                           | —                  | —                  | —                  | 28    | 1     | 4       |
| Montevideo Wanderers | Total             | 101                 | 7                   | 12                  | 0                | 0                | 0                | 9                           | 0                           | 1                           | 0                  | 0                  | 0                  | 110   | 7     | 13      |
| Total na carreira    | Total na carreira | 101                 | 7                   | 12                  | 0                | 0                | 0                | 9                           | 0                           | 1                           | 0                  | 0                  | 0                  | 110   | 7     | 13      |

- a. ^ Jogos da Copa do Uruguai
- b. ^ Jogos da Copa Sul-Americana e Copa Libertadores da América
- c. ^ Jogos do Jogo amistoso

## Títulos
Montevideo Wanderers
- Torneio Clausura: 2014

Peñarol
- Campeonato Uruguaio: 2024